# Virginia Hamilton
Virginia Esther Hamilton (12 de marzo de 1936 - 19 de febrero de 2002) fue una autora afroamericana de cuentos y novelas infantiles. Su novela M.C. Higgins, the Great ganó el Premio Nacional del Libro y la Medalla Newbery en 1975, siendo la primera autora afroamericana en recibirla. 

## Biografía
Virginia Esther Hamilton nació en el seno de una familia numerosa, siendo la menor de los cinco hijos del matrimonio formado por Kenneth James Hamilton y Etta Belle Hamilton (de soltera, Perry), ambos narradores de cuentos. Se crio en Yellow Springs (Ohio). En esa zona había vivido la familia de su madre desde finales de la década de 1850, cuando su abuelo materno, Levi Perry, llegó al estado siendo un niño procedente de Virginia, a través del ferrocarril subterráneo, escapando de la esclavitud y ayudado por los indios shawnee y por los blancos abolicionistas.
Conoció al poeta Arnold Adoff mientras vivía en la ciudad de Nueva Yory y se casó con él en 1960. Regresaron en 1969 a la granja donde se crio Hamilton en Yellow Springs. Adoff trabajó como maestro, y Hamilton pudo dedicar su tiempo  a escribir. Tuvieron una hija, Leigh (1963) y un hijo Jaime (1967).

## Trayectoria
Desde joven, su familia la alentó a leer y escribir ampliamente. Finalizados sus estudios de secundaria se graduó con la mejor nota de la clase y recibió una beca completa para estudiar en el Antioch College de Yellow Springs. En 1956 se trasladó a la Universidad Estatal de Ohio y se especializó en literatura y escritura creativa. Dos años después se trasladó a Nueva York, donde trabajó como recepcionista en un museo, contable y cantante en un club nocturno, mientras intentaba ser una escritora reconocida. Estudió escritura creativa en la New School for Social Reserch, bajo la dirección de Hiram Hyden.
En 1967, se publicó Zeely, el primero de sus más de 40 libros. Zeely fue nombrado Libro Notable de la American Library Association y ganó el Premio Nancy Bloch. Era un momento en el que los libros con temática de experiencias afroestadounidense trataban la segregación racial y la pobreza. Sin embargo, Hamilton denominaba sus novelas como literatura de liberación y sus relatos se alejaron de lo problemático, subrayando en sus cuentos las experiencias de los afroestadounidenses comunes y corrientes. 
Tras publicar The Planet of Junior Brown, en 1971, fue nombrado Libro de Honor de Newbery y también ganó el Premio Lewis Carroll Shelf Award ese mismo año. 
Con M. C. Higgins, the Great (1974) ganó la Medalla Newbery, convirtiendo a Hamilton en la primera autora negra en recibir esta medalla. Por ese libro también ganó el National Book Award, el Lewis Carroll Shelf Award, el Boston Globe – Horn Book Award y el New York Times Outstanding Children's Book of the Year.
Virginia Hamilton escribió libros de múltiples géneros, desde libros ilustrados y cuentos populares, de misterio y ciencia ficción, novelas realistas y biografías. Fue una maestra de la narración de cuentos, preservando la tradición oral negra tras una intensa investigación que le llevó a descubrir enigmas, historias y tradiciones largamente olvidadas, recuperando muchas de ellas en libros como The people could fly (1985) y Many Thousand Goneː African Americans from Slavery to Freedom (1993).
Los logros de Hamilton en su vida incluyen el Premio internacional Hans Christian Andersen en 1992 por escribir literatura infantil y el Premio Laura Ingalls Wilder por sus contribuciones a la literatura infantil estadounidense en 1995.
Hamilton recibió el Premio Hans Christian Andersen de Escritura (el reconocimiento internacional más alto otorgado a un autor o ilustrador de literatura infantil), una beca MacArthur, el Premio Laura Ingalls Wilder y la Medalla de la Universidad del Sur de Mississippi de Grummond. En 1990 recibió la Medalla Regina de la Asociación de Bibliotecas Católicas, otorgada anualmente "por su continua y distinguida contribución a la literatura infantil".   
Virginia Hamilton falleció a causa de un cáncer de un mama el 19 de febrero de 2002, en Dayton, Ohio, a los 65 años. Se publicaron tres libros a título póstumo: Bruh Rabbit and the Tar Baby Girl (2003), Wee Winnie Witch's Skinny (2004) y Virginia Hamilton: Speeches, Ensayos y conversaciones, editados por Arnold Adoff y Kacy Cook (2010).

## Legado
En 1979, se produjo y distribuyó el juego de cartas coleccionables Supersisters; una de las tarjetas presentaba el nombre y la imagen de Hamilton.
Desde 1984 se celebra la Conferencia de Virginia Hamilton sobre Literatura Multicultural para Jóvenes, En la Universidad Estatal de Kent. Es el evento más antiguo en los Estados Unidos enfocado exclusivamente para este fin. Gracias a este evento anual y la participación de los escritores y escritoras que la han seguido, se ha visibilizado más la literatura relativa a estas experiencias étnicas.
La American Library Association estableció en 2010 el Premio Coretta Scott King – Virginia Hamilton con el siguiente propósitoː "Reconocer a autores/as, ilustrador/a o autor/a - ilustrador afroamericano/a por el conjunto de sus libros publicados para niños y /o jóvenes adultos que han hecho una contribución literaria significativa y duradera. El Premio rinde homenaje a la difunta Virginia Hamilton y la calidad y magnitud de sus contribuciones ejemplares a través de su literatura y su defensa de la infancia y jóvenes, especialmente en su enfoque en la vida, la historia y la conciencia afroamericanas".
Su novela El planeta Junior Brown fue adaptada para realizar una película con el mismo título y dirigida por Clement Virgo en 1997.

## Premios
Virginia Hamilton ganó todos los premios importantes de literatura juvenil. Además del Premio Nacional del Libro de 1975 y la Medalla Newbery para MC Higgins, el Gran, Hamilton ganó otros premios por obras particulares, incluido el Premio Edgar Allan Poe, el Premio Coretta Scott King y el Premio Boston Globe – Horn Book.
- Premio Nacional del Sello del Libro
- Medalla John Newbery
- Premio Edgar Allan Poe
- Premio Coretta Scott King
- Premio del Libro del Boston Globe/Horn
- Medalla Hans Christian Andersen.[2]

## Selección de su obra
- Zeely (1967)
- The House of Dies Drear (1968) —Dies Drear, part one
- The Time-Ago Tales of Jadhu (1969)
- The Planet of Junior Brown (1971)The Planet of Junior Brown (1971). New York: Aladdin Paperbacks, 2006; 210 pp.; ISBN: 978-1-4169-1410-5.[17]
- W. E. B. Du Bois: A Biography (1972)
- Time-Ago Lost: More Tales of Jahdu (1973)
- M.C. Higgins, the Great (1974)M. C. Higgins, the Great (1974). New York: Aladdin Paperbacks, 2002; 271 pp.; ISBN: 978-1-4169-1407-5
- Paul Robeson: The Life and Times of a Free Black Man. (1974)
- The Writings of W .E. B. Du Bois (1975)
- Arilla Sun Down (1976)
- Justice And Her Brothers (1978) - Justice Trilogy, book 1
- Dustland (1980) - Justice Trilogy, book 2
- Jahdu (1980)
- The Gathering (1981) - Justice Trilogy, book 3
- Sweet Whispers, Brother Rush (1982)
- Willie Bea and the Time the Martians Landed (1983)
- The Magical Adventures of Pretty Pearl (1983)
- A Little Love. (1984)
- Junius over far (1985)
- The People Could Fly: American Black Folktales (Ilustrado por Leo and Diane Dillon) (1985)
- A White Romance (1987)
- The Mystery of Drear House (1987) —Dies Drear, part two
- In the Beginning: Creation Stories from Around the World (Ilustrado por Barry Moser) (1988)
- Anthony Burns: The Defeat and Triumph of a Fugitive Slave (1988)
- The Bells of Christmas (1989)
- Cousins (1990)Primos(Cousins, 1990)Madrid: Alfaguara, 1998, 9ª impr.; 125 pp.; col. Infantil-Juvenil, azul; trad. de Amalia Bermejo; ISBN: 84-204-4747-1.
- The Dark Way: Stories from the Spirit World (1990)
- The all Jahdu storybook (1991)
- Drylongso (Illustrated by Jerry Pinkney) (1992)
- Plain City (1993)Plain City(1993)Madrid: SM, 1995; 169 pp.; col. El Barco de Vapor, serie roja; trad. de Amalia Bermejo y Mª Teresa Marcos; ISBN: 84-348-4686-1
- Many Thousand Gone (1993)
- Her Stories: African American Folktales, Fairy Tales, and True Tales (Ilustrado por Leo and Diane Dillon) (1995)
- Jaguarundi (1995)
- When Birds Could Talk & Bats Could Sing: The Adventures of Bruh Sparrow, Sis Wren, and Their Friends (1996)
- A Ring of Tricksters: Animal Tales from America, the West Indies, and Africa (Ilustrado por Barry Moser) (1997)
- Second Cousins (1998)
- Bluish (1999)
- The Girl Who Spun Gold (2000)
- Time Pieces: The Book of Times (2001)
- Bruh Rabbit and the Tar Baby Girl (Illustrated by James Ransome) (2003)
- Wee Winnie Witch's Skinny: An Original African American Scare Tale (Ilustrado por Barry Moser) (2004)
- The People Could Fly: The Picture Book (Illustrated by Leo and Diane Dillon) (2005)
- Virginia Hamilton: Speeches, Essays, and Conversations. Edited by Arnold Adoff and Kacy Cook (New York: Blue Sky Press/Scholastic Inc., 2010).